# دانيال كارلن
دانيال كارلن (بالإنجليزية: Daniel Carlin)‏ هو عالم أمريكي، ولد في 27 سبتمبر 1959.